# Корнійчук Микола Володимирович
Микола Володимирович Корнійчук — старший солдат Збройних сил України, учасник російсько-української війни, що загинув у ході російського вторгнення в Україну в 2022 році.

## Життєпис
Микола Корнійчук народився 15 липня 1998 року в селі Ботин (з 2020 року — Романівського старостинського округу Підгайцівської сільської громади) Луцького району на Волині. Навчався в Романівському ліцеї, який закінчив в 2016 році. Потім у Технічному фаховому коледжі Луцького ЛНТУ здобув спеціальність «слюсаря-ремонтника». Працював трактористом в СТзОВ «Романів». Проживав юнак з мамою та братом. З початком повномасштабного військового вторгнення РФ в Україну 25 лютого 2022 року був призваний Луцьким районним територіальним центром комплектування та соціальної підтримки Волинської області та призначений на посаду старшого солдата кулеметного взводу механізованого батальйону. Хоча, під час строкової служби був водієм-механіком, у ході війни освоїв військову професію кулеметника ДШК. 18 березня 2022 року в результаті ворожого ракетного обстрілу біля міста Миколаїв Микола Корнійчук отримав смертельні поранення та загинув. Разом з тілами його побратимів діставали із завалів. У розшуку тіла рідним допомагали миколаївські волонтери. 24-річного захисника України провели в останню путь 31 березня 2022 року в Романові. Церемонію прощання священнослужителі здійснили на подвір'ї батьківської хати у селі Ботин..

## Нагороди
- Орден «За мужність» III ступеня (2022, посмертно) — за особисту мужність і самовіддані дії, виявлені у захисті державного суверенітету та територіальної цілісності України, вірність військовій присязі [5].